# 가모 다다토모
가모 다다토모(일본어: 蒲生忠知, 게이초 9년(1604년) ~ 간에이 11년 음력 8월 18일(1634년 10월 9일))는 에도 시대 초기의 다이묘이다. 가미노야마번주, 이요 마쓰야마번주. 이름은 다다치카라고도 한다. 가모 히데유키의 둘째 아들로, 어릴적 이름은 쓰루마쓰마루(鶴松丸)이다. 관위는 종4위하, 시종이다.

## 생애
게이초 9년(1604년), 무쓰 아이즈번주 가모 히데유키의 차남으로 태어나 가신 가모 고지에 의해 양육된다. 이복동생으로 아사노 미쓰아키라가 있다.
게이초 17년(1612년), 마쓰다이라 성을 부여 받았다. 간에이 3년(1626년), 가미노야마번 4만 석의 번주가 된다.
간에이 4년(1627년), 형 아이즈번주 다다사토가 후사자가 없이 요세했기 때문에 본래 가모씨는 단절되어 어머니 마사키요 도쿠가와 이에야스의 딸이기 때문에 에도 막부의 주선으로 다다토모의 가독 상속이 허용되었다. 다만, 아이즈 60만섬에서 이요 마쓰야마 24만섬으로 감봉 되었다. 신앙심이 깊었던 정실의 영향 때문인지 치세가 양호하고(폭군 전설도 있지만 정형적이다) 사찰 건축과 이축(移築)을 실시하는 등의 치적을 남겼다. 또한 거성인 마쓰야마성(松山城)의 완성에 특히 주력하여 니노마루(二の丸)를 정비했다고 전해진다.
간에이 7년(1630년) 다시 발발한 중신의 항쟁을 재판하였다. 이 재판 사건은 좀처럼 결말이 나지 않고 3년에 걸쳐, 다다토모는 막부의 재정을 바라 결착을 도모해, 간신히 사태의 해결을 보았다. 결과적으로 후쿠니시, 세키, 오카, 시가 등의 노신들이 유배되거나 추방되었을 뿐만 아니라, 이에노인 가모(加生) 향희(香喜)의 동생인 가모(香舍) 향사(鄕社)도 해고되어 이들을 풀어주는 사태가 벌어졌다.
간에이 11년(1634년), 참근 교대의 도상, 교토의 번저에서 급사했다. 향년 31세. 사인은 불분명하나 형 다다사토와 마찬가지로 포창(疱瘡)이 원인이라고도 한다. 사자가 없었기 때문에 가모씨는 단절되었다.
이요엔후쿠지에 초상이 전해진다.

## 다다토모에 얽힌 괴기화

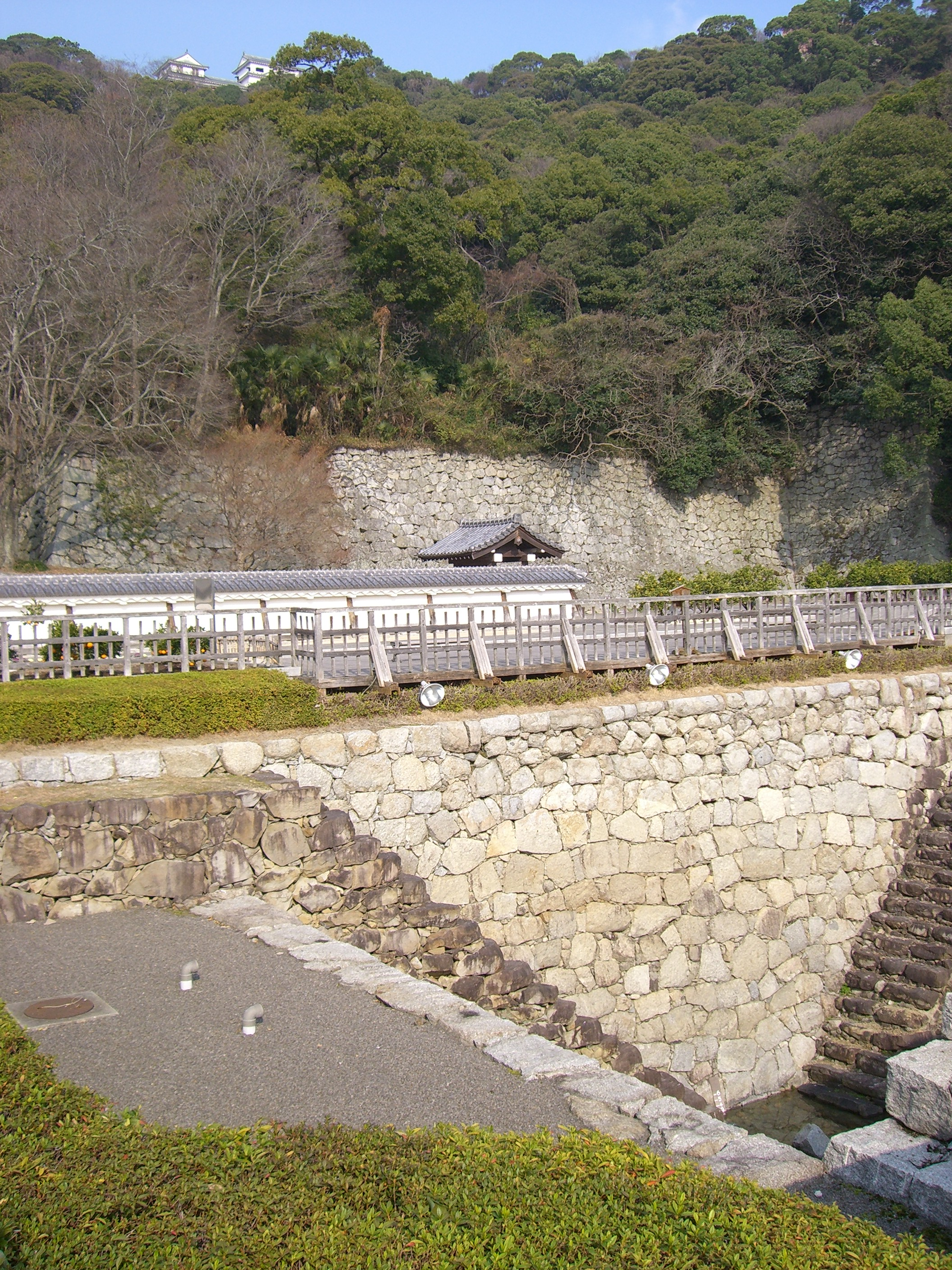
마쓰야마성 니노마루 사적정원 오이도(에히메현)

다다토모의 죽음으로 오미 가모씨 계통은 단절되었는데, 이는 재앙이 원인이 되었다는 항설이 있다.
다다토모가 번주의 자리를 이은 이후, 대를 이을 번주가 태어나지 않은 채 때를 거듭하고 있었지만, 이윽고 번내의 임산부를 증오하게 되어, 임산부를 잡아, 배를 갈라, 모자가 함께 살해하는 참극을 반복하고 있었다고 한다. 억울하게 죽은 임산부의 원망으로 가모 가문은 단절되었다고 전해지며, 그 증거로 마쓰야마성에는 '도마돌'(まな板石)이라는 것이 남아 있고, 성지공원이 된 현재도 흐느끼는 소리가 들린다고 한다.(다만 히메지성의 '기쿠우물' 등 성곽에는 이런 이야기가 따라다니는 것은 고려하지 않을 수 없다).